# Tcheliouskine (brise-glace)
Pour les articles homonymes, voir Tcheliouskine.
Le Tcheliouskine (en russe : Челюскин ; en anglais : Chelyuskin ou Cheliuskin) est un bateau à vapeur soviétique renforcé pour la navigation dans les glaces polaires. Il devait étudier les possibilités de navigation par le passage du Nord-Est. Pris par les glaces, il coula en 1934, mais son équipage put être secouru.

## Histoire

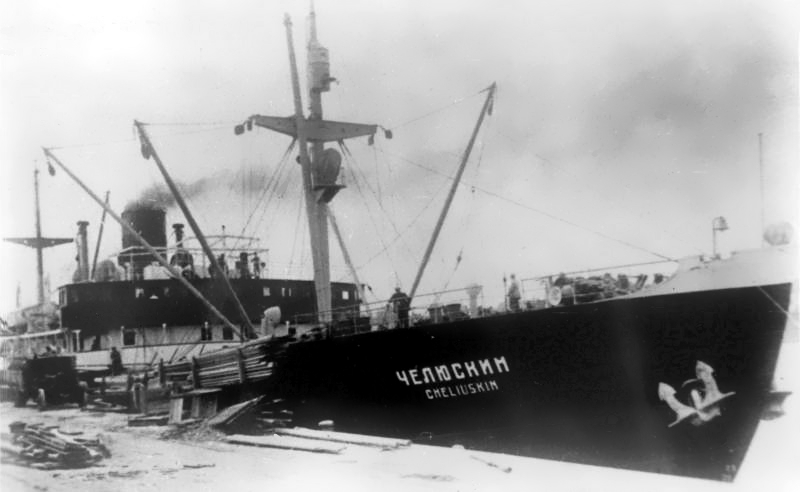
Le Tcheliouskine au port

Le Tcheliouskine avait été affrété par la Direction générale de la route maritime du Nord et fut volontairement bloqué dans les glaces des eaux arctiques en suivant la route du passage du Nord-Est entre Mourmansk et Vladivostok. Cette mission dirigée par Otto Schmidt consistait à déterminer les possibilités de voyage par des navires non-brise-glace en une seule saison. Le navire coula le 13 février 1934 sous la pression de la glace près de l'île Kolioutchine en mer des Tchouktches.
Les pilotes Anatoli Liapidevski, Sigismund Levanevski, Vassili Molokov, Mavriki Slepniov, Mikhaïl Vodopianov, Ivan Doronine et Nicolaï Kamanine, qui avaient participé aux recherches et secouru l'équipage, reçurent tous le récent titre de héros de l'Union soviétique.
Le navire avait été nommé d'après l'explorateur polaire Semion Tcheliouskine.

## Souvenir
Des rues, des avenues, des places et des parcs furent renommés Tcheliouskinets en l'honneur des héros du Tcheliouskine dans de nombreuses villes de l'Union soviétique, particulièrement en Russie, Ukraine et Biélorussie. Certains sauveteurs furent également honorés, comme Otto Schmidt, en l'honneur duquel des rues furent renommées dans plusieurs villes.
La poétesse Marina Tsvetaïeva écrivit un poème sur les héros.
En 1970, la télévision est-allemande produisit Tscheljuskin, un film retraçant l'aventure du navire ; réalisé par Rainer Hausdorf, avec Eberhard Mellies jouant le professeur Schmidt, Dieter Mann le survivant Vassiliev et Fritz Diez comme Valerian Kouïbychev.
Quatre expéditions différentes ont tenté de retrouver l'épave du navire. Elle fut finalement localisée en septembre 2006 dans la mer des Tchouktches, près du Cap Serdtse-Kamen, à 50 m de profondeur. L'explorateur polaire Arthur Chilingarov pense que le navire peut être renfloué et transformé en musée.